# El sueño de los héroes
El sueño de los héroes è  un film argentino del 1997 scritto e diretto da Sergio Renán.

## Trama
Dopo aver ricevuto del denaro inatteso, Emilio Gauna scommette sui cavalli e vince una grossa somma, con la quale invita i suoi amici a festeggiare il Carnevale. Al termine dei festeggiamenti, Emilio non ricorda completamente tutto ciò che è successo in quei giorni ed è assalito da un sogno ricorrente che lo inquieta.
Tre anni più tardi, Emilio vince nuovamente ai cavalli e decide di ripetere i festeggiamenti esattamente come erano avvenuti la volta precedente, cercando di rimettere insieme i pezzi mancanti.

## Produzione
Il film si basa sul romanzo Il sogno degli eroi di Adolfo Bioy Casares.
La produzione impegnò un budget molto elevato e il film divenne il più costoso mai girato da Renán, il quale era lontano dalle scene da oltre dieci anni. Il regista ne parlò come di un'opera molto faticosa e rivelò alla stampa di aver avuto dissidi personali con uno dei produttori, successivamente allontanato dal progetto.
Dalle pagine de La Nación, Sergio Renán raccontò di aver sempre voluto girare un film tratto dal libro, inizialmente interpretando lui stesso il protagonista Gauna e, successivamente, assegnando il ruolo a Oscar Martínez. Con il passare degli anni, essendo Martínez ormai troppo maturo per il personaggio, aveva scelto di affidare la parte a Germán Palacios.
La pellicola venne girata a Buenos Aires e alcune delle riprese si tennero nel quartiere di San Telmo, nell'antico casinò dell'Hotel Tigre e al Bar La Coruña.
Fu presentato al Festival internazionale del cinema di Mar del Plata del 1997, dove fu candidato all'Ombú d'oro al miglior film. Venne definito dalla stampa "uno dei film che aveva suscitato le maggiori aspettative al festival" e fu accolto da grandi applausi da parte del pubblico.

## Accoglienza
La recensione pubblicata da Clarín elogiò il risultato finale, definendo il film "un'opera di grande dignità che riesce a onorare l'originale". Furono apprezzate anche la fotografia, il montaggio e la scenografia, nonché la recitazione degli attori: "Germán Palacios (Gauna) e Lito Cruz (Valerga) formano un duo sordido e tragicamente antagonista, a capo di un cast in cui spiccano anche Soledad Villamil e Fernando Fernán Gómez".
Su Pensarencine fu scritto: "Il film è raccontato come se, invece di mostrare una storia che si suppone sia accaduta o stia accadendo, venisse mostrata un'allucinazione. Come se la telecamera stesse filmando la mente confusa di Gauna".

## Riconoscimenti
- 1996 - Festival internazionale del cinema di Mar del Plata
  - Candidatura all'Ombú d'oro al miglior film

- 1998 - Condor d'argento
  - Migliore direzione artistica a Margarita Jusid
  - Candidatura alla migliore sceneggiatura adattata a Sergio Renán e Jorge Goldenberg
  - Candidatura al miglior attore a Germán Palacios
  - Candidatura alla migliore attrice non protagonista a Soledad Villamil